# Milan Mišůn
Milan Mišůn (Příbram, 21 febbraio 1990) è un calciatore ceco, difensore del Podlesi.

## Caratteristiche tecniche
Terzino sinistro, all'occorrenza si adatta anche al ruolo di centrale di difesa.

## Carriera

### Club
Il Dukla Pribram lo fa esordire a diciotto anni e lo schiera con discreta frequenza fino al gennaio 2009, quando il Celtic Glasgow decide di acquistare il cartellino del difensore ceco in cambio di circa € 1,35 milioni. A Glasgow, Mišůn non gioca alcun incontro con la prima squadra e nel 2010 è ceduto in prestito al Dundee United. Nel mercato invernale del 2012, il Viktoria Pilsen lo riporta in Repubblica Ceca a titolo gratuito e un mese dopo, nel febbraio 2012, lo cede in prestito al Pribram: quest'ultimo club ne riscatta definitivamente il cartellino e il difensore torna a giocare regolarmente dopo tre anni. Dopo una breve esperienza con i colori dello Jablonec, nel 2015 si accasa al Vysocina Jihlava.

### Nazionale
Ha giocato nelle nazionali giovanili ceche Under-17, Under-18 ed Under-19.